# Saison 1992-1993 de snooker
Navigation
1991-1992 1993-1994
La saison 1992-1993 de snooker est la 25e saison de snooker. Elle regroupe 31 tournois organisés par la WPBSA entre le 1er août 1992 et juin 1993.

## Nouveautés
- Le Masters de Thaïlande et remplacé par le challenge Nescafe Extra.
- Le championnat du monde seniors, le challenge de Hong Kong,  le challenge de Belgique et le Classique de snooker ne sont pas reconduits.
- L'Open Strachan est remplacé par le challenge Strachan, série de 3 tournois classés mineurs.
- Retour au calendrier de l'Open international.

## Calendrier
| C = Tournoi classé (professionnel)              |
| M = Tournoi classé mineur (professionnel)       |
| NC = Tournoi non classé (professionnel)         |
| P/A = Tournoi pro-am (professionnel et amateur) |

| Dates (mois-jour) | Dates (mois-jour) | Tournoi                            | Lieu       | Site                                    | Cat. | Vainqueur         | Finaliste            | Score   | Références |
| 08-01             | 08-22             | Masters d'Inde                     | Delhi      |                                         | NC   | Steve Davis       | Steve James          | 9–6     | [ 1 ]      |
| 08–??             | 08–??             | Challenge d'Europe                 | Waregem    | Happy European Sports & Business Centre | NC   | Stephen Hendry    | Joe Johnson          | 4–0     | [ 1 ]      |
| 08–26             | 08–30             | Classique Kent                     | Pékin      | Haidian Stadium                         | NC   | John Parrott      | Stephen Hendry       | 6–5     | [ 1 ]      |
| 09–02             | 09–05             | Pot Black                          | Blackpool  | Norbreck Castle Hotel                   | NC   | Neal Foulds       | James Wattana        | 1–0     | [ 2 ]      |
| 09–23             | 09–27             | Masters d'Écosse                   | Motherwell | Civic Centre                            | NC   | Neal Foulds       | Gary Wilkinson       | 10–8    | [ 3 ]      |
| 10-??             | 10-??             | Tournoi Pontins pro-am (automne)   | Prestatyn  | Pontins                                 | P/A  | Nick Walker (en)  | Anthony Harris       | 5-3     |            |
| 10–03             | 10–09             | Classique de Dubai                 | Dubai      | Al Nasr Stadium                         | C    | John Parrott      | Stephen Hendry       | 9–8     | [ 4 ]      |
| 10–26             | 11–05             | Grand Prix                         | Reading    | The Hexagon                             | C    | Jimmy White       | Ken Doherty          | 10–9    | [ 5 ]      |
| 12–01             | 12–06             | Championnat Benson & Hedges        | Glasgow    | Masters Club                            | M    | Chris Small       | Alan McManus         | 9–6     | [ 6 ]      |
| 11–??             | 11–??             | Masters de Belgique                | Anvers     |                                         | NC   | James Wattana     | John Parrott         | 10–5    | [ 1 ]      |
| 11–13             | 11–29             | Championnat du Royaume-Uni         | Preston    | Preston Guild Hall                      | C    | Jimmy White       | John Parrott         | 16–9    | [ 7 ]      |
| 12–04             | 12–12             | Championnat du monde de match-play | Doncaster  | The Dome                                | NC   | James Wattana     | Steve Davis          | 9–4     | [ 8 ]      |
| 12–12             | 12–21             | Challenge Strachan (épreuve 1)     | Aldershot  | Jimmy White Snooker Lodge               | M    | Joe Swail         | Stefan Mazrocis (en) | 9–4     | [ 9 ]      |
| 12–??             | 12–??             | Coupe du roi                       | Bangkok    | Channel 9 Auditorium                    | NC   | Nigel Bond        | James Wattana        | 8–7     | [ 10 ]     |
| 01-??             | 01-??             | Open des Pays-Bas                  | Breda      | Het Turfschip                           | P/A  | Mike Hallett      | Lee Richardson       | 6-1     |            |
| 01–??             | 01–??             | Challenge Nescafe Extra            | Bangkok    |                                         | NC   | Ronnie O'Sullivan | James Wattana        | [ n 1 ] | [ 1 ]      |
| 01–03             | 01–12             | Challenge Strachan (épreuve 2)     | Sheffield  | Radion Plaxa Club                       | M    | Troy Shaw (en)    | Nigel Bond           | 9–4     | [ 9 ]      |
| 01–??             | 01–??             | Championnat d'Irlande              | Cork       | Jury's Hotel                            | NC   | Ken Doherty       | Stephen Murphy (en)  | 9–2     | [ 11 ]     |
| 01–21             | 02–06             | Open du pays de Galles             | Newport    | Newport Centre                          | C    | Ken Doherty       | Alan McManus         | 9–7     | [ 12 ]     |
| 02–01             | 02–06             | Challenge Strachan (épreuve 3)     | Aldershot  | Jimmy White Snooker Lodge               | M    | Tony Drago        | Ken Doherty          | 9–7     | [ 9 ]      |
| 02-05             | 02-07             | Open d'Autriche                    | Wels       | BRP Hall                                | P/A  | Mike Henson       | Ku Anderson          |         |            |
| 02–07             | 02–14             | Masters                            | Londres    | Wembley Conference Centre               | NC   | Stephen Hendry    | James Wattana        | 9–5     | ,          |
| 02–15             | 02–21             | Open d'Europe                      | Anvers     | Matchroom Schijnpoort                   | C    | Steve Davis       | Stephen Hendry       | 10–4    | ,          |
| 02–22             | 03–06             | Open de Grande-Bretagne            | Derby      | Assembly Rooms                          | C    | Steve Davis       | James Wattana        | 10–2    | ,          |
| 03–13             | 03–20             | Open d'Asie                        | Bangkok    | Imperial Queens Park Hotel              | C    | Dave Harold       | Darren Morgan        | 9–3     | ,          |
| 03–23             | 03–28             | Masters d'Irlande                  | Kill       | Goff's                                  | NC   | Steve Davis       | Alan McManus         | 9–4     | [ 21 ]     |
| 04–02             | 04–11             | Open international                 | Plymouth   | Plymouth Pavilions                      | C    | Stephen Hendry    | Steve Davis          | 10–6    | ,          |
| 04–17             | 05–03             | Championnat du monde               | Sheffield  | Crucible Theatre                        | C    | Stephen Hendry    | Jimmy White          | 18–5    | [ 24 ]     |
| 05–08             | 05–15             | Tournoi Pontins professionnel      | Prestatyn  | Pontins                                 | NC   | Ken Doherty       | Darren Morgan        | 9–3     | [ 25 ]     |
| 01–03             | 05–30             | Ligue d'Europe                     | Bristol    | Thornbury Leisure Centre                | NC   | Jimmy White       | Alan McManus         | 10–7    | [ 26 ]     |
| 06-??             | 06-??             | Tournoi Pontins pro-am (printemps) | Prestatyn  | Pontins                                 | P/A  | Mike Hallett      | Steve James          | 7-6     |            |

## Classement mondialen début et fin de saison

### Classement après lechampionnat du monde 1992
| Rang | Évol.         | Joueur          |
| 1    | en stagnation | Stephen Hendry  |
| 2    | en stagnation | Steve Davis     |
| 3    | 1             | Jimmy White     |
| 4    | 1             | John Parrott    |
| 5    | 14            | Gary Wilkinson  |
| 6    | 7             | Neal Foulds     |
| 7    | 12            | Steve James     |
| 8    | 1             | Mike Hallett    |
| 9    | 1             | Dennis Taylor   |
| 10   | 5             | Doug Mountjoy   |
| 11   | 5             | Terry Griffiths |
| 12   | 4             | Dean Reynolds   |
| 13   | 3             | Alain Robidoux  |
| 14   | 2             | Martin Clark    |
| 15   | 19            | Tony Jones      |
| 16   | 5             | Tony Knowles    |

### Classement après lechampionnat du monde 1993
| Rang | Évol.         | Joueur          |
| 1    | en stagnation | Stephen Hendry  |
| 2    | 2             | John Parrott    |
| 3    | en stagnation | Jimmy White     |
| 4    | 2             | Steve Davis     |
| 5    | 1             | Neal Foulds     |
| 6    | 5             | Terry Griffiths |
| 7    | 13            | James Wattana   |
| 8    | 3             | Gary Wilkinson  |
| 9    | 12            | Nigel Bond      |
| 10   | 3             | Steve James     |
| 11   | 2             | Dennis Taylor   |
| 12   | 2             | Martin Clark    |
| 13   | 28            | Alan McManus    |
| 14   | 1             | Alain Robidoux  |
| 15   | 2             | Willie Thorne   |
| 16   | 17            | Darren Morgan   |